# Vétéran 2
Série
Vétéran
(2015)
Pour plus de détails, voir Fiche technique et Distribution.
Vétéran 2 (hangeul : 베테랑 2 ; RR : Beterang) est un film sud-coréen réalisé par Ryoo Seung-wan, sorti en 2024. Il s'agit de la suite de Veteran (베테랑, 2015) du même réalisateur.
Il est sélectionné en « Séances de minuit » du Festival de Cannes 2024.

## Synopsis
Le détective vétéran Seo Do-cheol et son unité spéciale enquête sur la mort d'un professeur qui pourrait être en lien avec un tueur en série. Le jeune détective Park Sun-woo et son sens de la justice rejoint l'équipe comme nouvelle recrue.

## Fiche technique
- Titre français : Vétéran 2
- Titre original : 베테랑 2
- Réalisation et scénario : Ryoo Seung-wan[1]
- Société de production : Filmmaker R & K[2]
- Société de distribution : CJ ENM[4]
- Pays de production :  Corée du Sud
- Langue originale : coréen
- Budget : 10 millions de wons[5]
- Format : couleur
- Genre : action, comédie policière
- Date de sortie :
  - France : 21 mai 2024 (Festival de Cannes)

## Distribution
- Hwang Jeong-min : Seo Do-cheol
- Jung Hae-in : Park Seon-woo
- Oh Dal-soo : Oh Jae-pyeong, le chef d'équipe
- Jang Yoon-ju (en) : Bong Yoon-joo
- Oh Dae-hwan (en) : Wang Dong-hyeon
- Kim Shi-hoo (en) : Yoo Si-yeong
- Jin Kuyng : Lee Joo-yeon

## Production

### Développement
Mi-décembre 2021, Ryoo Seung-wan révèle avoir fini le scénario sur la suite de son propre film Veteran (베테랑, 2015) et le tourner à la fin de l'année suivante. Il est produit par Filmmaker R & K et distribué par CJ ENM.

### Attribution des rôles
Début juillet 2022, selon son agent de FNC Entertainment, Jung Hae-in s'est vu proposer un rôle, succédant à Yoo Ah-in qui avait montré sa performance dans le rôle du méchant. Début décembre 2022, Hwang Jeong-min, Jung Hae-in, Oh Dal-soo, Jang Yoon-ju, Oh Dae-hwan et Kim Shi-hoo sont confirmés de reprendre leur rôle,.

### Tournage
Le tournage commence en décembre 2022,,. Il a lieu à Daejeon pour l'hôtel de ville, dès le 8 janvier 2023. Il prend fin en juillet, et est actuellement en postproduction pour une sortie prévue en cet hiver.

## Distinctions

### Sélection
- Baeksang Arts Awards 2025 : meilleur cascadeur pour Yoo Sang-seop et Jang Han-seung
- Festival de Cannes 2024 : section « Séances de minuit »[3]
- Festival du film coréen à Paris 2024 : section « Évènements »